# Rhythm & Hues
Rhythm & Hues Studios war ein in Los Angeles ansässiges Unternehmen für Visuelle Effekte, das aus der Produktionsfirma VIFX, die etwa die Spezialeffekte in den Filmen Der Killer im System (Ghost in the Machine) und Timecop produzierte, hervorging und 1987 von ehemaligen Mitarbeitern der Robert Abel and Associates gegründet wurde. Neben dem Hauptsitz unterhielt das Unternehmen Niederlassungen in Mumbai, Hyderabad, Kuala Lumpur, Vancouver und Kaohsiung.
1996 erhielten die Rhythm & Hues Studios einen Oscar für die visuellen Effekte in Ein Schweinchen namens Babe. Des Weiteren haben sie an Filmen wie Daredevil, Garfield, Scooby-Doo, Cats & Dogs – Wie Hund und Katz und Ein Kater macht Theater mitgewirkt. 2005 waren sie unter anderem für die Darstellung des Charakters Aslan und die Massenschlachten in Die Chroniken von Narnia: Der König von Narnia mit Hilfe des Programms Massive zuständig.
Neben Filmen produzieren die Rhythm & Hues Studios Effekte für Werbungen. Rhythm & Hues ist an der Entwicklung von CinePaint beteiligt.
Wenige Tage nach dem Gewinn des BAFTA-Awards für den computeranimierten Tiger in Ang Lees Life of Pi: Schiffbruch mit Tiger im Februar 2013 musste Rhythm & Hues Insolvenz anmelden. Danach wurde das Studio vom amerikanisch-indischen Anbieter Prana Studios für etwa 30 Mio. US-Dollar erworben.

## Auszeichnungen
Academy Award for Best Visual Effects
- 1996: Gewonnen: Ein Schweinchen namens Babe
- 2006: Nominiert: Die Chroniken von Narnia: Der König von Narnia
- 2008: Gewonnen: Der Goldene Kompass
- 2013: Gewonnen: Life of Pi: Schiffbruch mit Tiger

BAFTA Award for Best Special Visual Effects
- 2008: Gewonnen: Der Goldene Kompass
- 2013: Gewonnen: Life of Pi: Schiffbruch mit Tiger